# 1er régiment d’infanterie
Das vormalige Régiment Colonel–Général, jetzt 1er régiment d’infanterie, ist ein aktiver Verband der französischen Armee. Es gehörte während des Ancien Régime zu den Grands Vieux („Großen Alten“) und damit zu den angesehensten Regimentern Frankreichs. Es ist eine der ältesten und am längsten sich im aktiven Dienst befindliche Militäreinheit der Welt.

## Mestres de camp/Colonels
Mestre de camp war von 1569 bis 1661 und von 1730 bis 1780 die Rangbezeichnung für den Regimentsinhaber und/oder für den mit der Führung des Regiments beauftragten Offizier. Die Bezeichnung „Colonel“ wurde von 1721 bis 1730, von 1791 bis 1793 und ab 1803 geführt.
Nach 1791 gab es keine Regimentsinhaber mehr.
Sollte es sich bei dem Mestre de camp/Colonel um eine Person des Hochadels handeln, die an der Führung des Regiments kein Interesse hatte, so wurde das Kommando dem „Mestre de camp lieutenant“ (oder „Mestre de camp en second“) respektive dem Colonel-lieutenant oder Colonel en second überlassen.
Colonels
- 1479: Philippe de Crèvecœur d’Esquerdes, Maréchal de France.
- 1521: Capitaine général François de Bourbon, comte de Saint-Pol
- 1522: Capitaine général Montgommery, Seigneur de Lorges
- 1527: Capitaine général Coucy, Seigneur de Burie
- 1542: Charles de Valois-Angoulême, duc d’Orléans.
- 1544: Colonel général de l’infanterie Jean de Taix,
- 1545: Blaise de Montluc Maréchal de camp.
- 1547: Colonel général de l’infanterie Gaspard II. de Coligny
- 1556: Colonel général de l’infanterie François de Coligny, Seigneur d’Andelot
- 1558: Colonel général de l’infanterie Blaise de Montluc

Colonels
- 1564: Colonel Philippe Strozzi, dann Colonel général de l’infanterie (1569).
- 1569: Sarrieu.
- 1578: François d’Espinay de Saint-Luc.
- 1579: Jean François de Faudoas de Sérillac.
- 1585: J.de Montcassin, Seigneur de Grenet
- 1587: A. de Montcassin, Seigneur des Houilliers
- 1589: Faverolles, Seigneur de Béré
- 1589: Messeau, Baron de Romefort
- 1593: Antoine d’Estrées, Marquis de Coeuvres.
- 1595: Charles de Gontaut, duc de Biron.
- 1617: Tannet, Baron de Murat et de Billi.
- 1621: Roger du Plessis, Marquis de Liancourt, Duc de la Rocheguyon.
- 1625: François de Béthune, Duc d’Orval.
- 1627: Louis de Béthune, Duc de Charost.
- 1634: Marquis de Bréauté.
- 1640: François de Nangis, Marquis de Brichanteau.
- 1644: N. de Nangis, Marquis de Brichanteau.
- 1645: Charles II, duc de la Vieuville.
- 1653: A. de Nangis, Marquis de Brichanteau.
- 1658: La Marck, Comte de la Boullaye.
- 1675: Bourlemont, Marquis d’Anglure.
- 1677: Henry d’Harcourt, Marquis de Beuvron.
- 1691: Louis Ier de Melun, Prince d’Épinoy.
- 1702: François-Armand de Rohan-Guéméné, Prince de Montbazon.
- 1717: Charles de Rohan, Prince de Montbazon.
- 1734: Armand Mathurin, Marquis de Vassé.
- 1745: Louis de Pardaillan de Gondrin, Duc d’Antin.
- 1749: Marie-Jacques, Marquis de Bréhant
- 1761: Louis-Philippe de Durfort, Comte de Deyme
- 1763: Marc-Antoine, Comte de Lévis-Lugny.

Régiment Colonel Général
- 1780–1789: Colonel général de l’infanterie Louis de Bourbon, prince de Condé
  - 1780–1782: Comte de Rabodanges, Mestre de camp für den Prince de Condé
  - 1782–1784: Marquis de Sennevoy, Mestre de camp für den Prince de Condé
  - 1784–1789: Marquis de Rochedragon, Mestre de camp für den Prince de Condé
- 1789: Colonel Marquis de Bouthillier

1er régiment d’infanterie
- 1791: Colonel Jean-Dubois De Chantereine
- 1791: Colonel Charles-Augustin De Courcy d’Hervilly
- 1792: Colonel Louis-Adrien Brice De Montigny

(…)
1er Régiment d’Infanterie de ligne
- 1803: Colonel Francois-Ganivet Desgraviers-Bertholet
- 1807: Colonel Jean Saint-Martin
- vers 1810: Colonel Louis Chabert, chevalier Chabert et de l’Empire (16. Dezember 1810)

Régiment du Roi
- 1814: Colonel Louis-Jean-Baptiste Cormelize

1er Régiment d’infanterie de ligne
- 1815: Colonel Michel Jacquemet

Légion de l’Ain
- 1815: Colonel comte de Saporta

- 1820: Colonel comte A de Saporta
- 1823: Colonel de Rizon
- 1830: Colonel Deniset
- 1832: Colonel Locqueneux
- 1839: Colonel de Devaux
- 1840: Colonel de Lusset
- 1841: Colonel Pate
- 1850: Colonel Chevillon
- 1853: Colonel O’Farrel
- 1857: Colonel Plombin
- 1867: Colonel Frémont
- 1871: Colonel Souville
- 1876: Colonel Drouet
- 1883: Colonel Michaud
- 1889: Colonel Godfroy
- 1894: Colonel Blavier
- 1899: Colonel Bolgert
- 1900: Colonel Bedel
- 1904: Colonel Bouchard
- 1909: Colonel Desblancs
- 1911: Colonel Taffin
- 1914: Colonel Lamotte

- 1914: Colonel Lamotte
- 1915: Lieutenant-colonel Guyot
- 1915: Lieutenant-colonel Hulot
- 1915: Colonel Lanse
- 1916: Colonel Dauve
- 1916: Lieutenant-colonel Rampomt
- 1917: Lieutenant-colonel de Duroy de Bruignac
- 1918: Lieutenant-colonel Bidoz
- 1919: Lieutenant-colonel Aubert Frère
- 1921: Colonel Allie
- 1923: Colonel Collonna-Ceccaldi
- 1927: Colonel Mossion de la Gonterie
- 1930: Colonel Frecot
- 1933: Colonel Lheritier
- 1935: Colonel Senechal
- 1937: Colonel Lapenne
- 1939: Colonel Nalot
- 1940: Colonel Curnier
- 1941: Colonel Besson
- 1942: Colonel Bertrand
- 1945: Colonel Rudloff
- 1946: Lieutenant-colonel Janot
- 1947: Colonel Leterrier
- 1948: Colonel de Thomas de Labarthe
- 1949: Colonel Valette
- 1951: Colonel Bonnaud
- 1953: Lieutenant-colonel Chevrier
- 1954: Colonel Lagarde
- 1956: Colonel Ronsin
- 1958: Colonel Pommier
- 1959: Colonel Rame
- 1961: Colonel de Boisheraud
- 1961: Colonel Davezan
- 1961: Colonel Ferent
- 1964: Colonel Biart
- 1965: Colonel Granotier
- 1967: Colonel Laurier
- 1969: Colonel Jorant
- 1971: Colonel You
- 1973: Colonel Simon
- 1975: Colonel Bassac
- 1977: Colonel Fouilland
- 1979: Colonel Mouton
- 1981: Colonel Alefsen de Boisredon
- 1983: Colonel Creff
- 1985: Colonel Mallet
- 1987: Colonel Iacconi
- 1989: Colonel Lasserre
- 1991: Colonel Berlaud
- 1993: Colonel Huste
- 1995: Colonel Chrissement
- 1997: Colonel Vergez
- 1999: Colonel Vial
- 2001: Colonel Houitte de la Chesnais
- 2003: Colonel Bregal
- 2005: Colonel Aubry
- 2007: Colonel Chatelus
- 2009: Colonel Bellenger
- 2011: Colonel Gros
- 2013: Colonel Testart
- 2015: Colonel Budan de Russé
- 2017: Colonel Elias

## Aufstellung und signifikante Änderungen
- 1479–1480: Errichtung eines Regiments zu Fuß Bandes de Picardie im Feldlager von Pont-de-l’Arche.
- 1567: Aus Teilen der Bandes de Picardie wird das Régiment de Picardie gebildet.
- Juni 1685: vom reduzierten Régiment de Conti werden acht Kompanien übernommen
- 1780: Umbenennung in Régiment Colonel–Général
- 1791: Umbenennung in 1er régiment d’infanterie de ligne - ci-devant Colonel-général
- 1793: Erste Heeresreform Das Regiment wurde als 1er bataillon „ci-devant Colonel-général“ zur 1er demi-brigade de bataille und als 2e bataillon „ci-devant Colonel-général“ zur 2e demi-brigade de bataille abgestellt. Damit endet definitiv der Regimentsverband und zunächst auch die Traditionslinie.
- 1803: Umbenennung der „1er demi-brigade d’infanterie de ligne“[1] in 1er régiment d’infanterie de ligne (de facto Weiterführung der Regimentstradition)
- 1814: Gleichzeitig mit der Restauration wurde der Einheit in Paris das 3. Bataillon des 135e régiment d’infanterie de ligne zugewiesen und sie erhielt den Namen Régiment du Roi.
- 1815: während der Herrschaft der Hundert Tage wurde es in 1er régiment d’infanterie de ligne zurückbenannt
- Nach dem Ende der napoleonischen Ära wurde es am 16. Juli 1815 in Montrésor (Département Indre-et-Loire) entlassen.
- 11. August 1815: Aufstellung der 1er légion de l’Ain[2]
- 23. Oktober 1820: Die 1er légion de l’Ain wurde zum 1er régiment d’infanterie de ligne und in Straßburg stationiert.
- 1882: Umbenennung in 1er régiment d’infanterie.
- 1914: Bei der Mobilmachung stellte es sein Reserveregiment, das 201e régiment d’infanterie auf.
- 1940: Nach dem Waffenstillstand erhielt es den Namen 1er régiment d’infanterie, régiment de Flandre
- 1942: Auflösung, die Regimentsfahne wurde von Commandant Bertrand versteckt.
- 1944: Wiederaufstellung als 1er régiment d’infanterie, dazu wurde Personal aus dem Widerstand (Maquis) von Berry verwendet.
- 1985: Umgliederung in ein Régiment de combat aéromobile (Luftbewegliches Kampfregiment) der Force d’action rapide.
- 1998: Umgliederung in ein motorisiertes Infanterieregiment als1er régiment d’infanterie
- 2016: von der Neuausrichtung des französischen Heeres war die Einheit nicht betroffen

## Uniformierung im 17. und 18. Jahrhundert

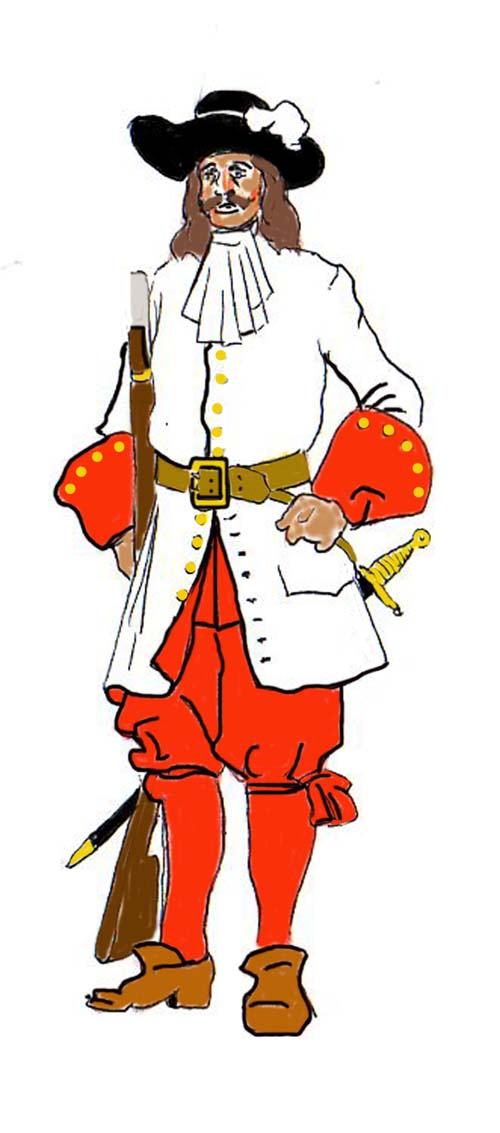
Régiment de Picardie 1672
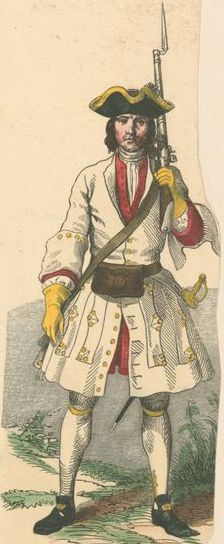
Régiment de Picardie 1710
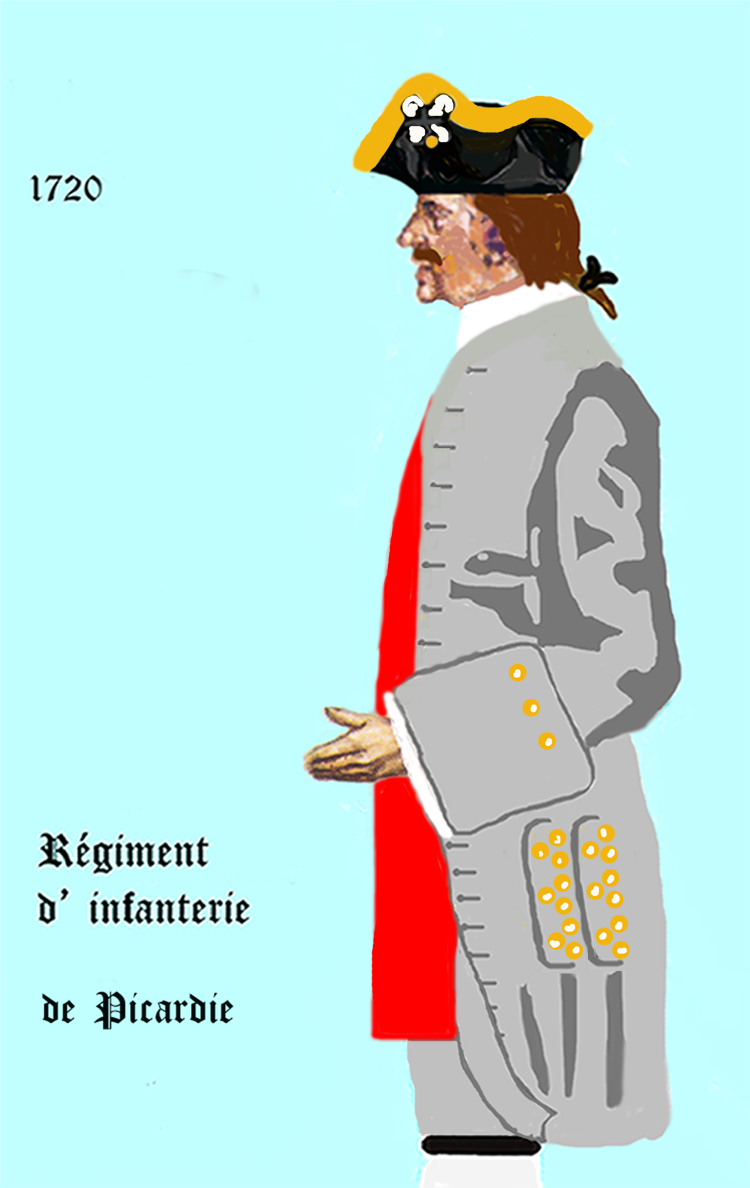
Régiment de Picardie 1720–1734
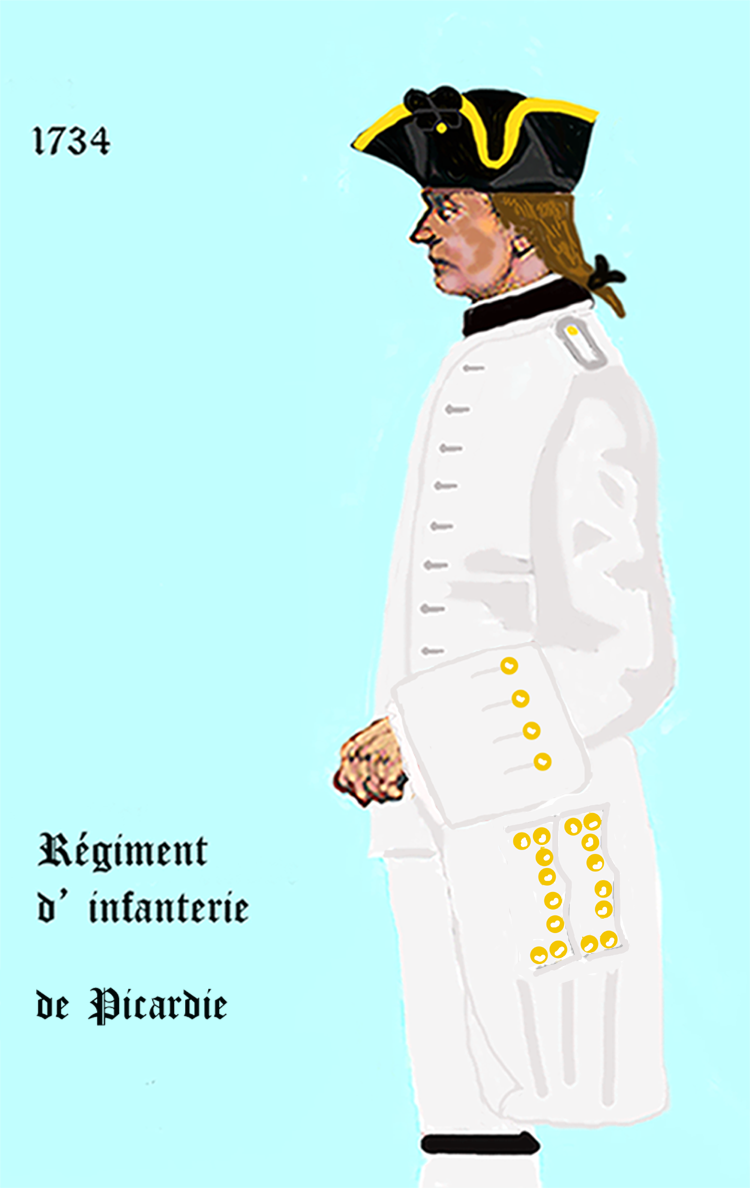
Régiment de Picardie 1734 à 1757
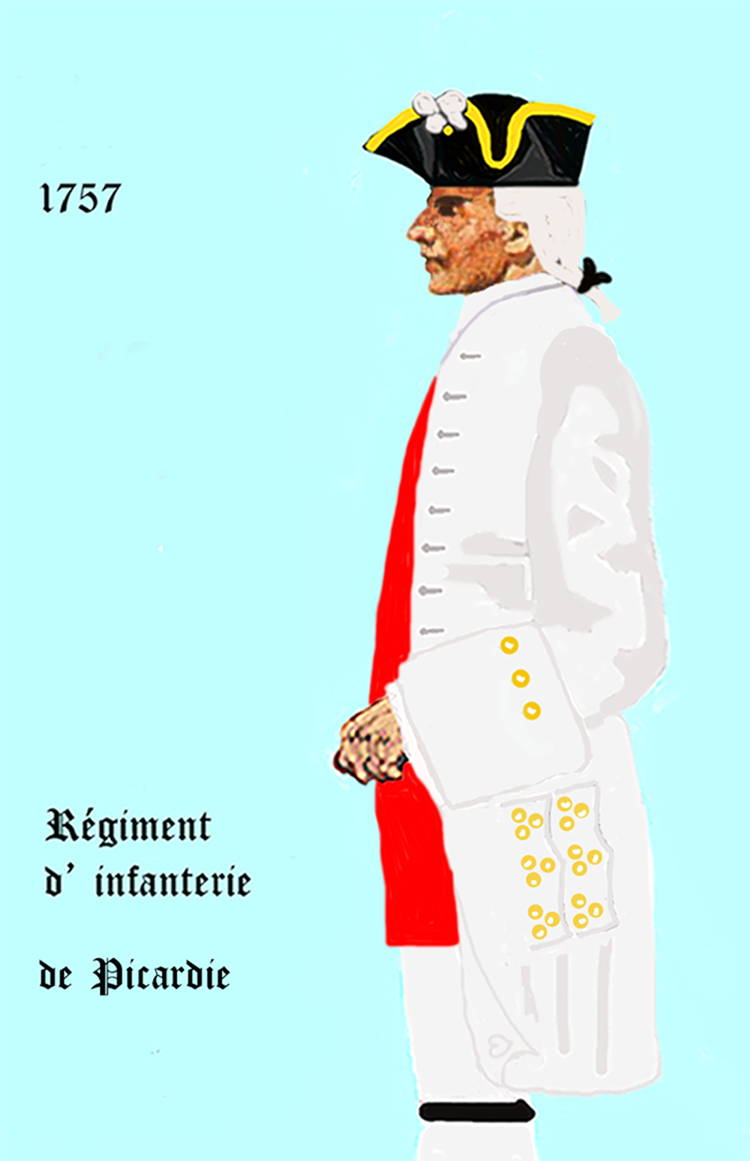
Régiment de Picardie 1757–1762
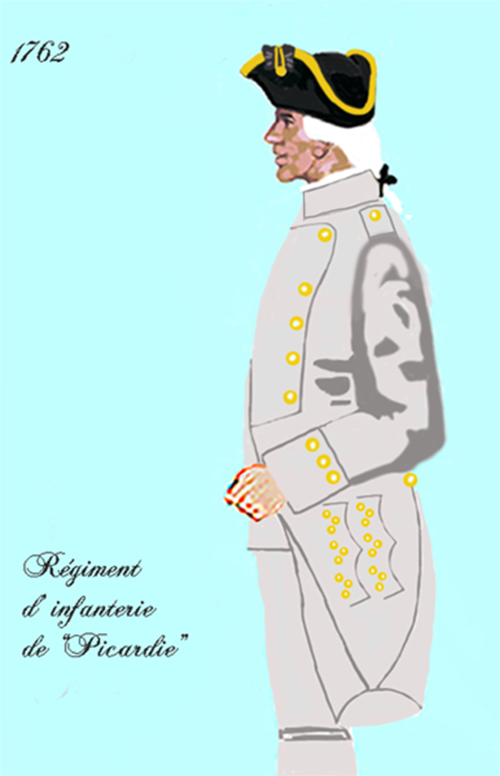
Régiment de Picardie 1762–1774
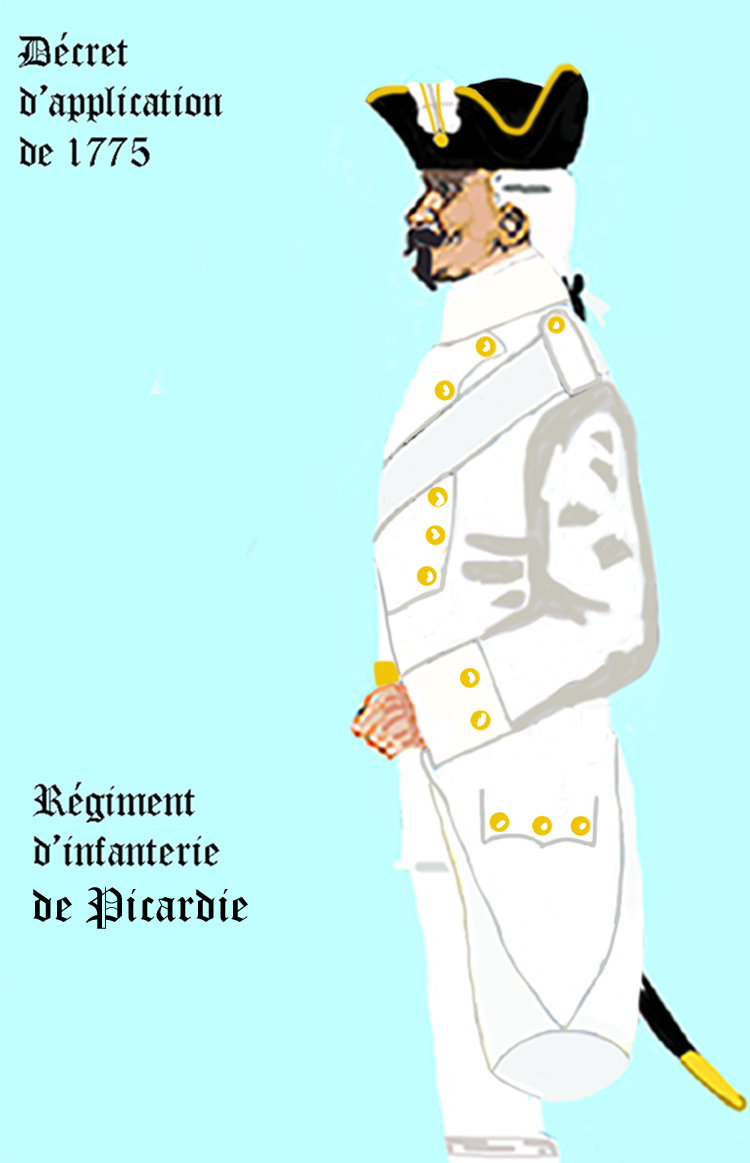
Régiment de Picardie 1775
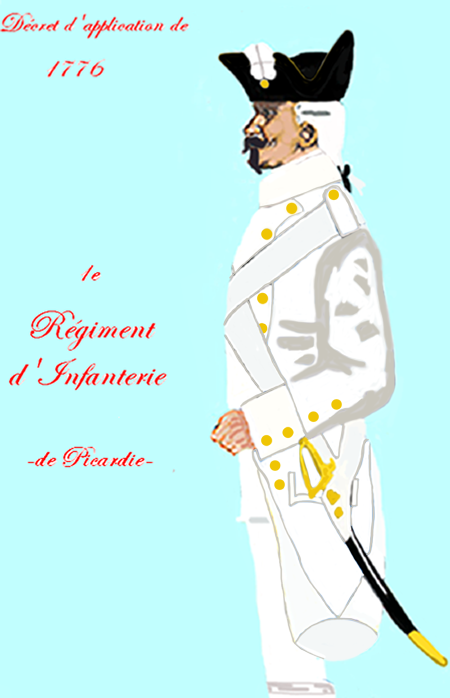
Régiment de Picardie 1776–1779
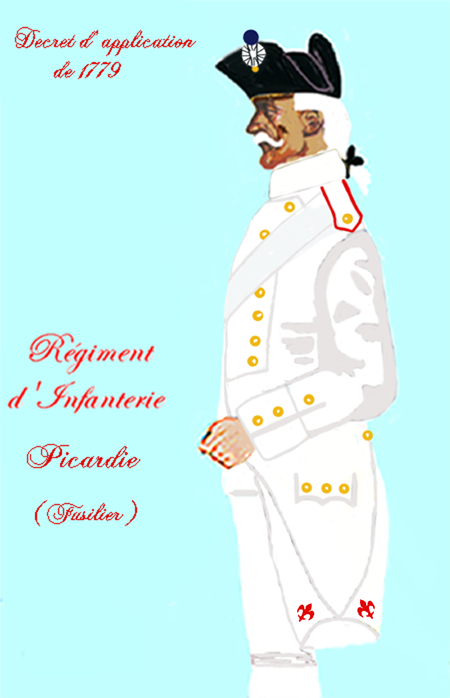
1779–1786
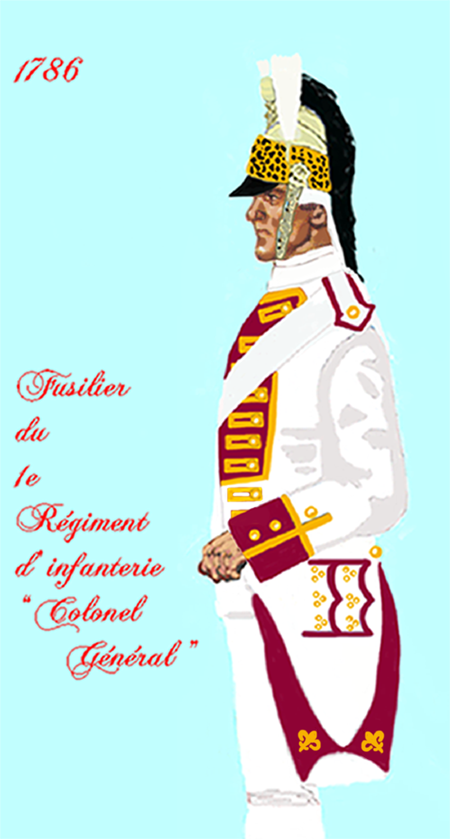
Régiment Colonel-Général 1786–1791
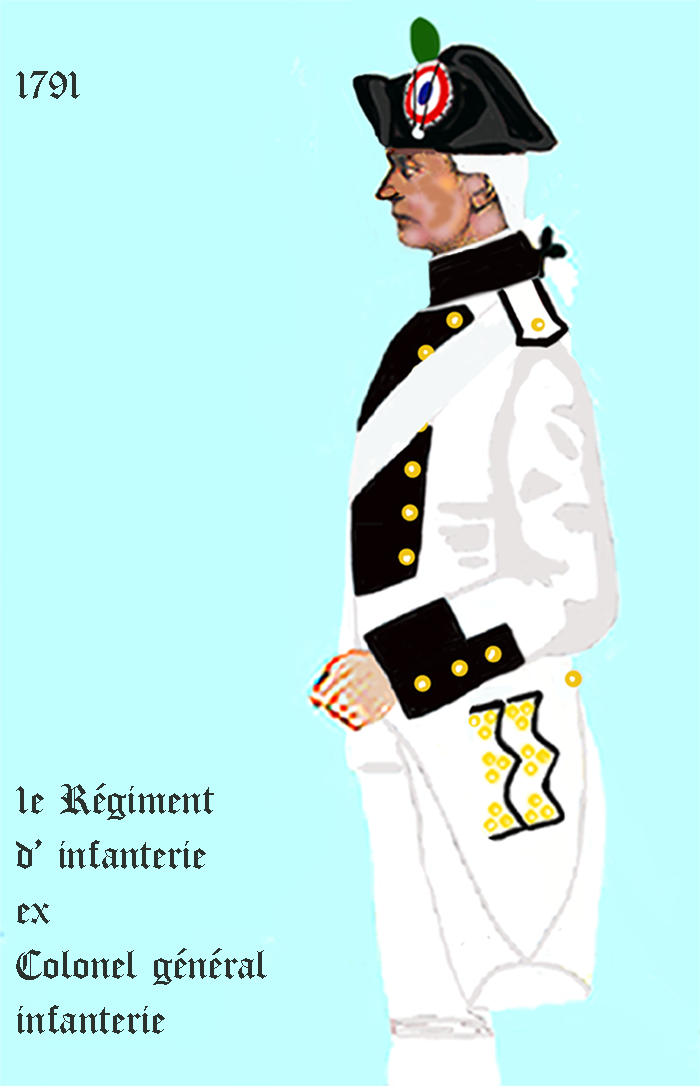
1er régiment d’infanterie de ligne 1791–1792
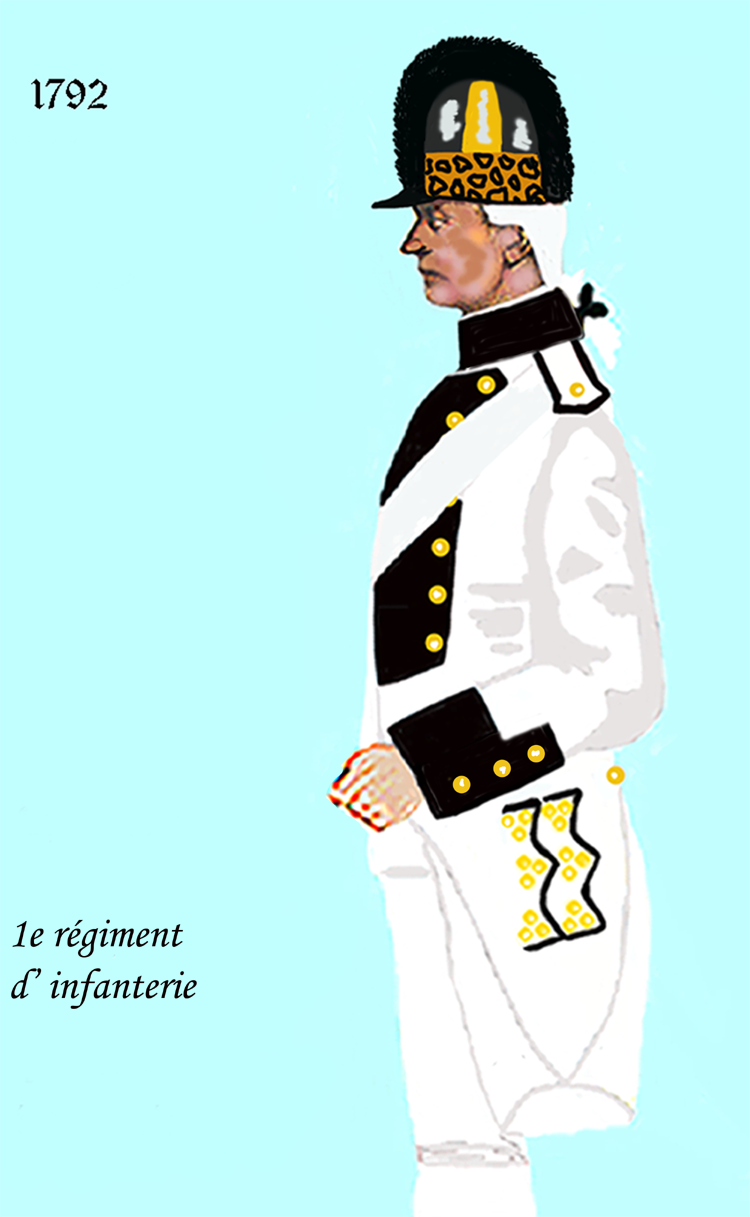
1er régiment d’infanterie de ligne 1792–1794

## Regimentsfahnen

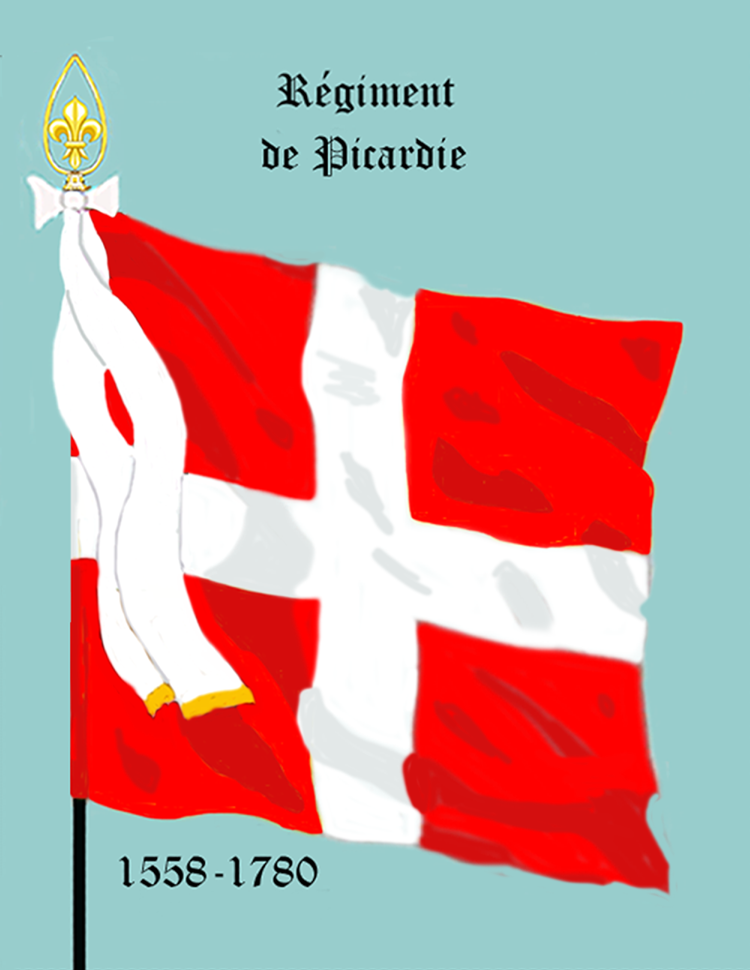
Ordonnanzfahne des Régiment de Picardie – 1780
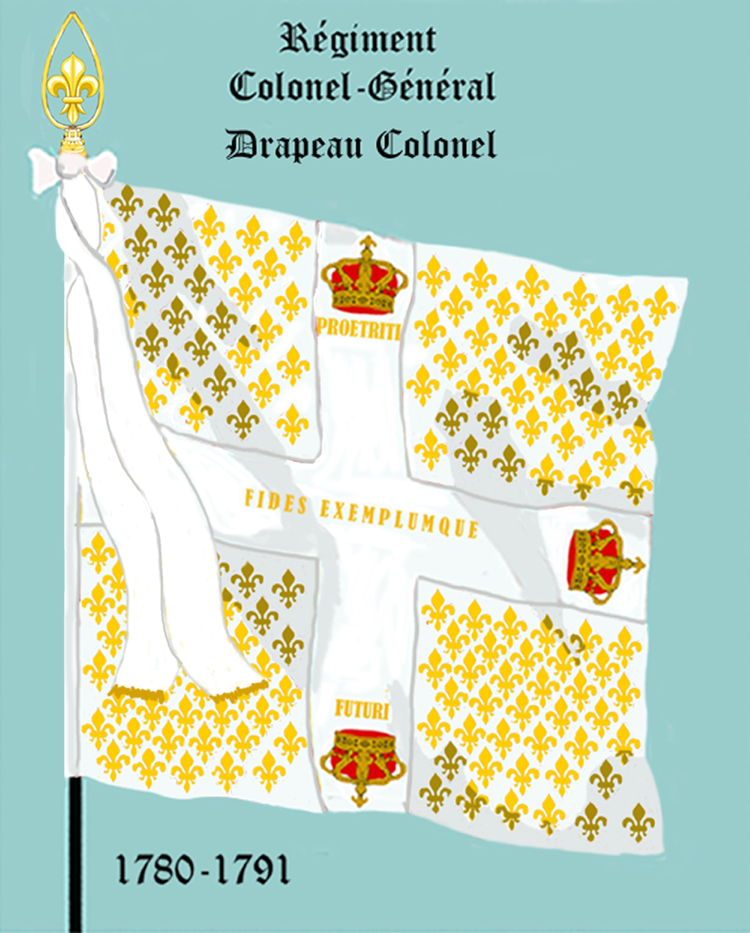
Leibfahne des Régiment Colonel Général 1780–1791
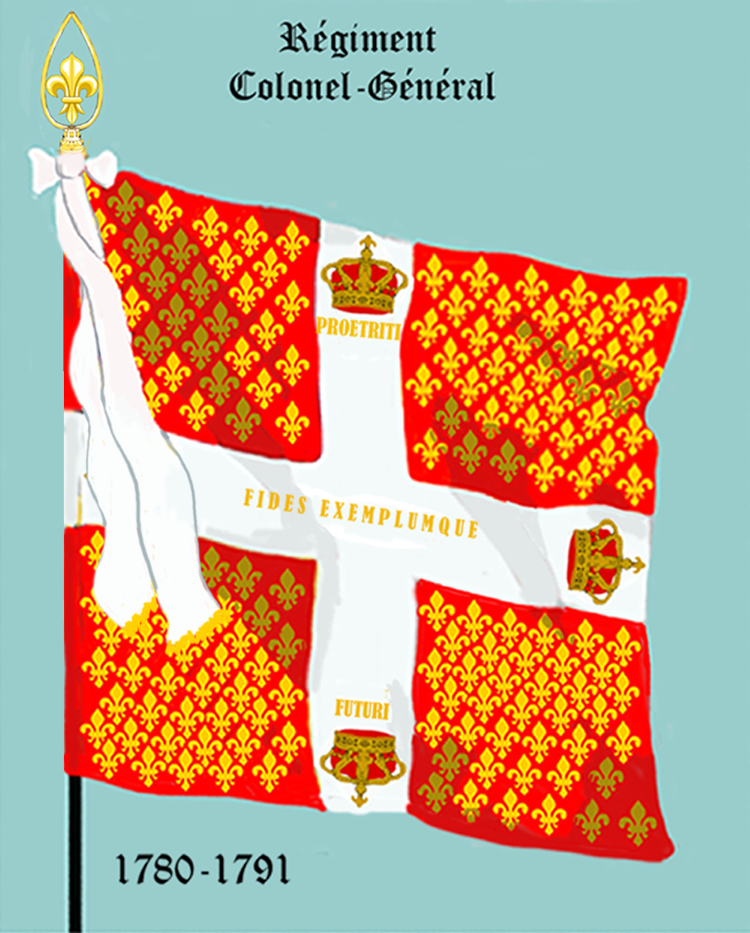
Ordonnanzfahne des Régiment Colonel Général 1780–1791
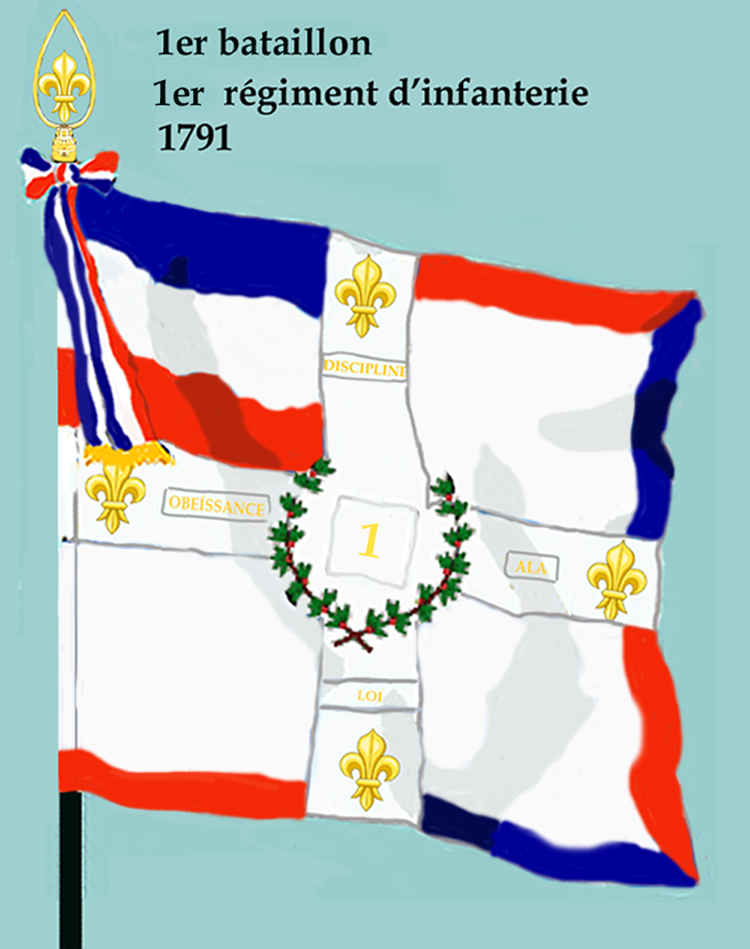
Ordonnanzfahne des 1. Bataillons 1791–1793
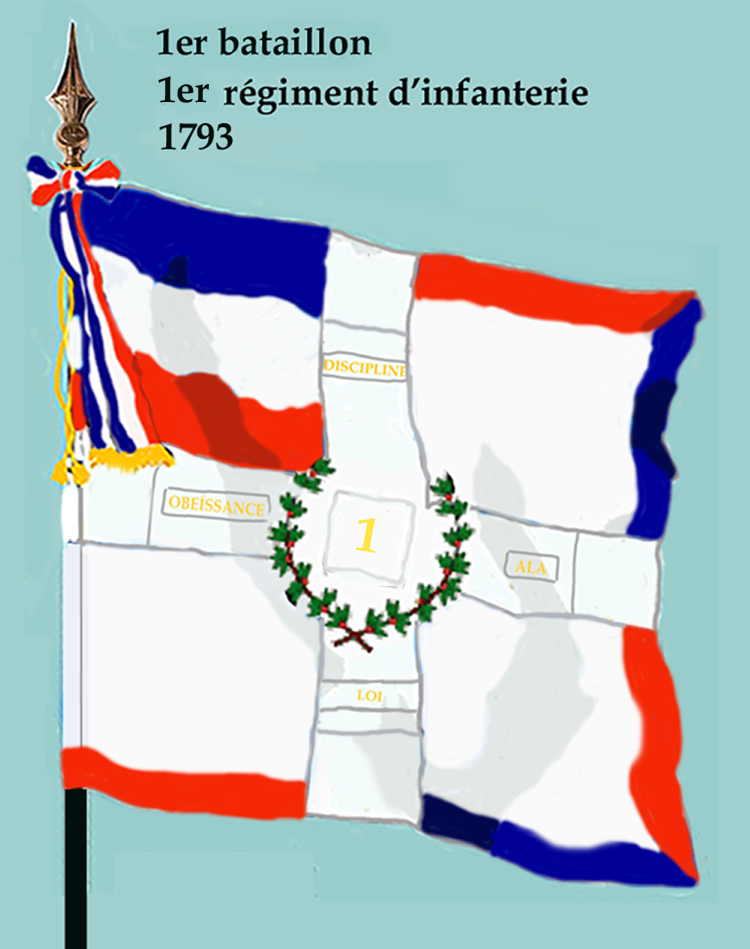
1. Bataillon 1793 bis 1796
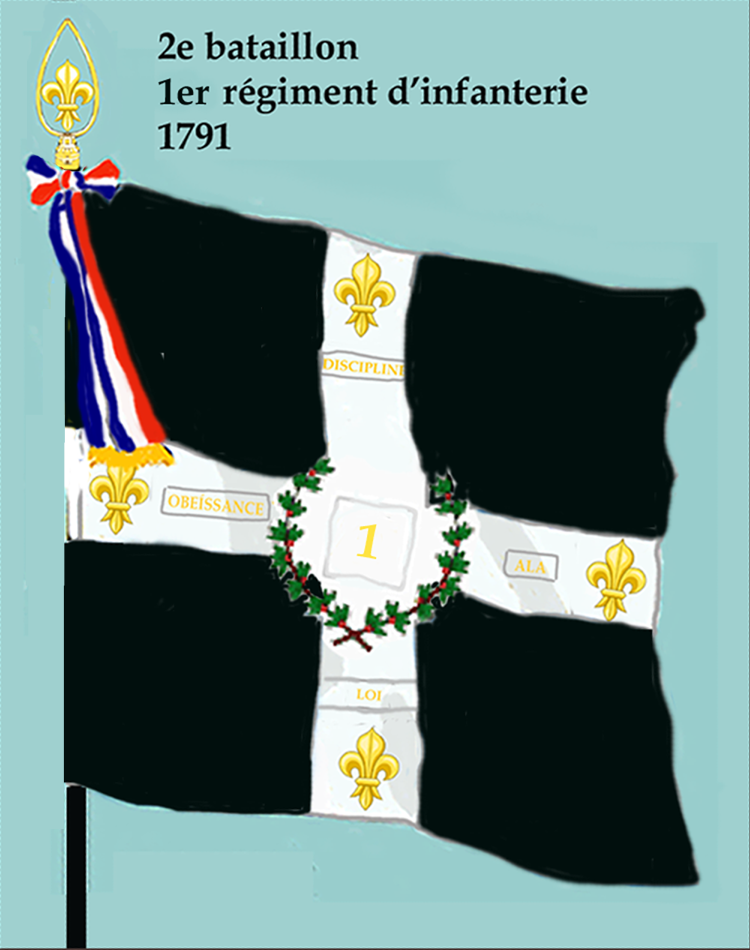
2. Bataillon 1791 bis 1793
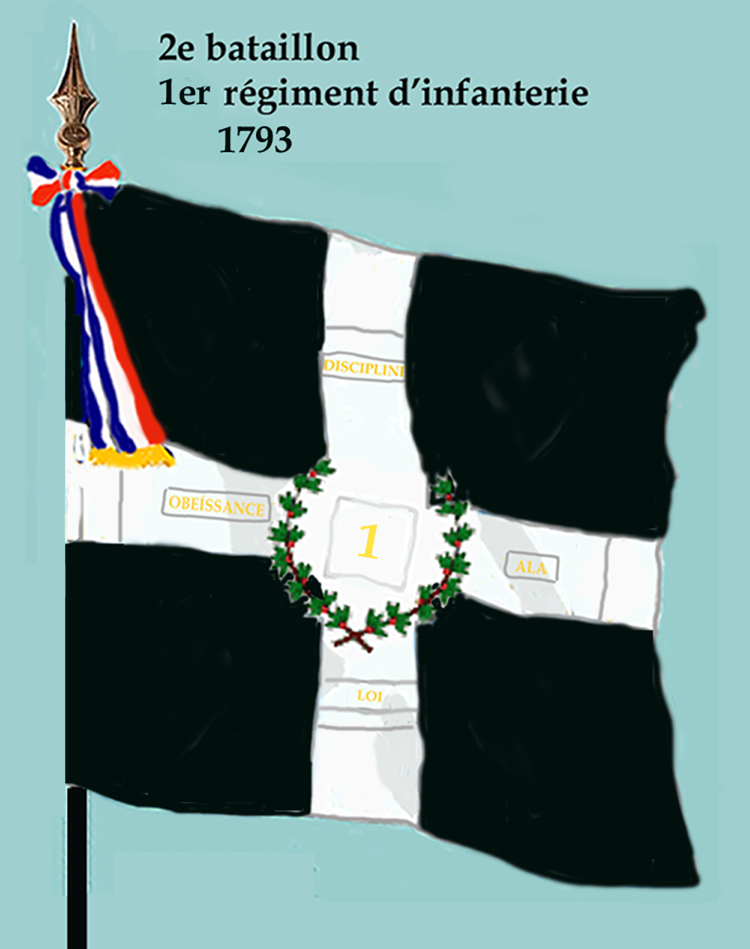
2. Bataillon 1793 bis 1796
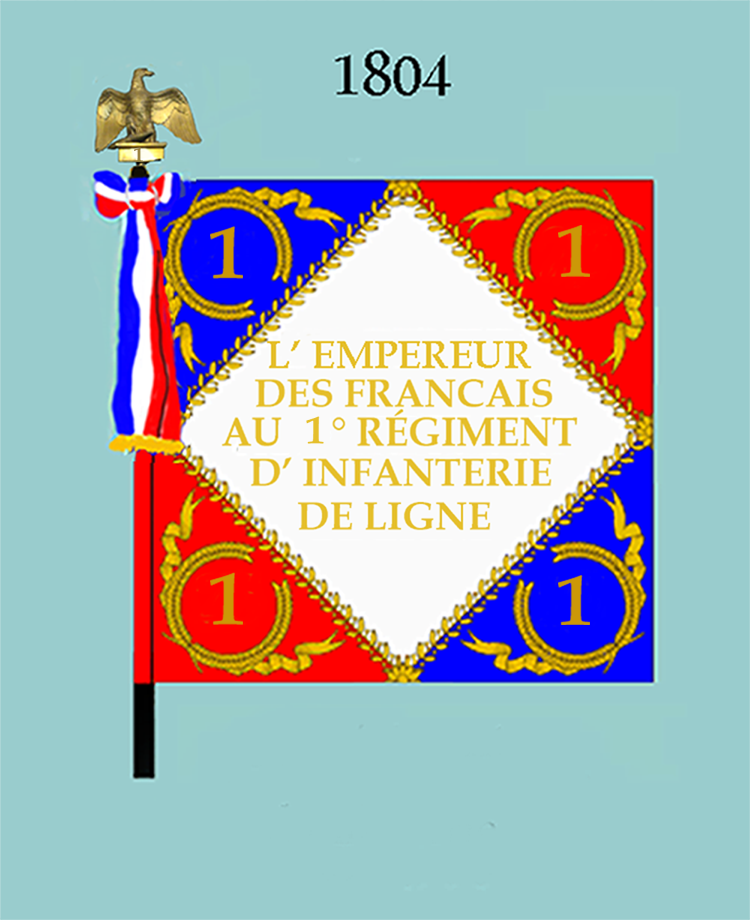
Ordonnanzfahne des 1er Régiment d’infanterie 1804–1812
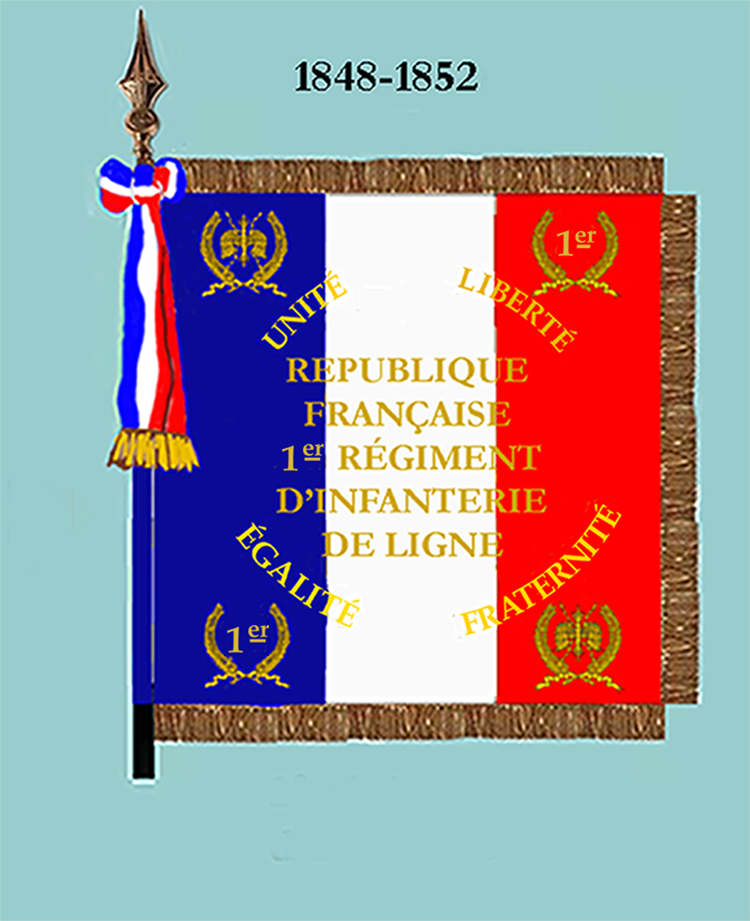
1848 Vorderseite
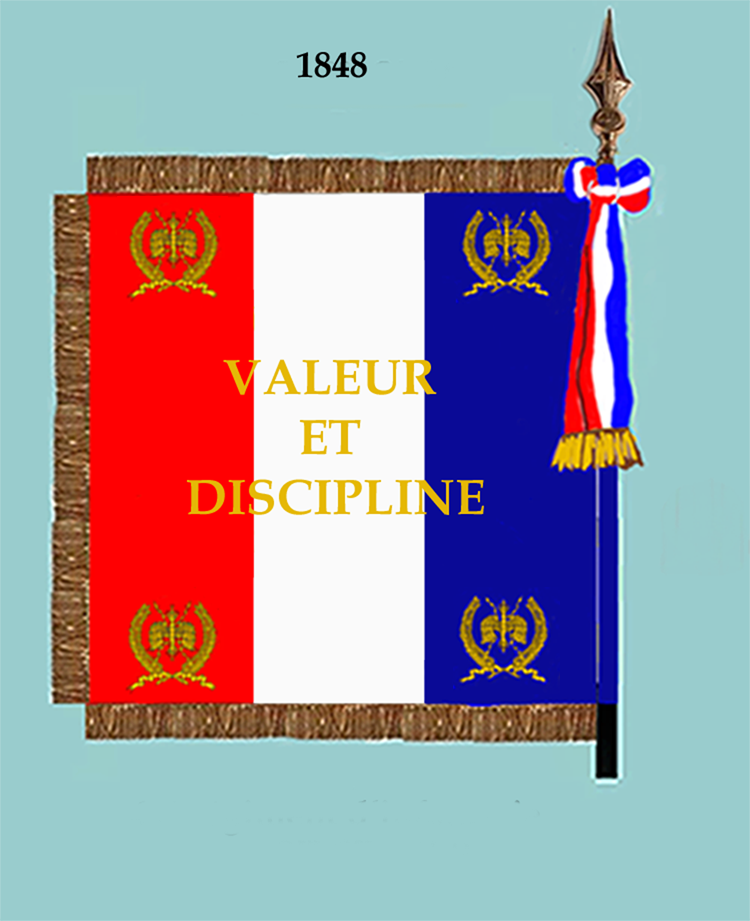
1848 Rückseite

## Einsatzgeschichte

### Achtzigjähriger Krieg
- 1597:Teilnahme an der Belagerung von Amiens
- 1621: Belagerung von Montauban - Belagerung von Saint-Jean-d’Angély
- 1622: Belagerung von Montpellier - Belagerung von Royan
- 1628: Stationiert in Sisteron – es war möglicherweise für die Ausbreitung der Pest in der Stadt und in der nördlichen Provence verantwortlich.[3]
- 1643: Schlacht bei Rocroi
- 1648: Schlacht bei Lens
- 1652: Schlacht bei Étamps (Krieg der Fronde)
- 1658: Schlacht in den Dünen
- 1664: Schlacht bei Djidjelli (Algerien)

### Holländischer Krieg – 1672 bis 1678
- 1673: Belagerung von Maastricht
- 1677: Schlacht bei Cambrai
- 1677: Belagerung von Freiburg im Breisgau

### Reunionskrieg – 1683 bis 1684
- 3. Oktober 1683: Besetzung von Straßburg

### Polnischer Thronfolgekrieg
- 1734: Schlacht bei Parma und Schlacht bei Guastalla
- 1743: Rückzug der französischen Armee aus Böhmen. Nach der Evakuierung von Landshut wurde die Burg Wörth besetzt, die an einem der Punkte lag an dem die Donau überquert werden konnte. Es bildete eine Brigade mit dem Régiment d’Enghien

Friedenszeit
- 1756: Im Feldlager von Dünkirchen.

### Siebenjähriger Krieg
- 1757: in der Armee des Maréchal d’Estrée.
- 1758–1759: mit der Armée du Hanovre
- 1760: an der Werra.
- 1762: Schlacht an der Brücker Mühle

### Kriege der Revolution und des Ersten Kaiserreichs
- 1792:

Kanonade bei Valmy
1. Dezember 1792: Feldzug mit der Armée de la Moselle nach Trier
- 1793: Zweite Schlacht bei Weißenburg

Armée d’Italie 1803–1811
- 1805: Schlacht bei Caldiero
- 1806: Schlacht bei Civita-del-Tronto und Schlacht bei Galiano
- 1809: Schlacht bei Sacile und Schlacht bei Wagram

Napoleonische Kriege auf der Iberischen Halbinsel 1811–1813
- 1811: Schlacht bei Miranda-Castegna
- 1812: Schlacht bei Salamanca
- 1813: Belagerung von San Sebastián

In Deutschland 1813
- 1813: Schlacht bei Großgörschen, Schlacht bei Bautzen, Schlacht um Dresden und Völkerschlacht bei Leipzig

In Frankreich und Belgien 1814–1815
- 1814: Schlacht bei Saint-Julien
- 1814: Schlacht bei Brienne, Schlacht bei Sézanne, Schlacht bei Montmirail, Schlacht bei Vauchamps, Schlacht bei Laon und Schlacht bei Paris
- Herrschaft der Hundert Tage
- 1815: Schlacht bei Quatre-Bras und Schlacht bei Waterloo

Der Colonel Saint-Martin wurde als Regimentskommandant am 16. April 1809 im Kampf verwundet.
- Offiziere des Regiments, die in der Zeit von 1804 bis 1815 gefallen sind oder verwundet wurden:

Gefallen: 20
an ihrer Verwundung gestorben: 11
Verwundet: 127

### 1815 bis 1848
- 1823: Französische Invasion in Spanien
- 1832: Feldzug nach Belgien

Feldzug in Algerien (1837 bis 1842)
- 17. Juni 1842: Einnahme von Miliana

### Deutsch-Französischer Krieg
Zusammen mit dem 20e bataillon de chasseurs und dem 6e régiment d’infanterie formierte das 1. Regiment die „1er brigade“ von Général Comte Brayer. Diese 1. Brigade bildete zusammen mit der 2. Brigade, zwei Feldgeschützbatterien zu je vier Geschützen Canon de 4 modèle 1858, einer Batterie Mitrailleuses und einer Pionierkompanie die „1er division d’infanterie“, kommandiert von Général de division Courtot de Cissey.
Die 1. Infanteriedivision gehörte zum V. Corps von Général de division Paul de Ladmirault
Das „IVe corps d’armée“ war wie folgt engagiert:
Schlacht bei Colombey
Schlacht bei Vionville
Schlacht bei Gravelotte
Eingeschlossen bei der Belagerung von Metz
Nach der Kapitulation von Metz ging das Regiment in deutsche Gefangenschaft.

### Erster Weltkrieg
Bei Kriegsausbruch war das Regiment in Cambrai stationiert.
- 1914: Bei der Mobilmachung stellte das Regiment sein Reserveregiment, das 201e régiment d'infanterie auf.[4]

Von Anfang bis zum Ende des Krieges war es der „1re division d’infanterie“ (1. Infanteriedivision) zugeteilt.
1914
- 21.–23. August: Marsch in die Front nach Charleroi
- 28.–29. August: Rückzug und Gefechte an der Guise
- 5.–13. September: Teilnahme an der Ersten Marneschlacht
- 15.–20. September: Teilnahme am Wettlauf zum Meer bzw. nach Soupir dann zur Höhe 108.

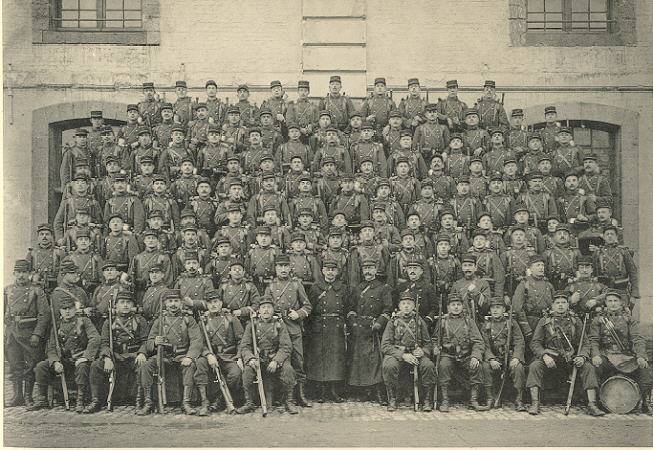
Die 12. Kompanie im Dezember 1911
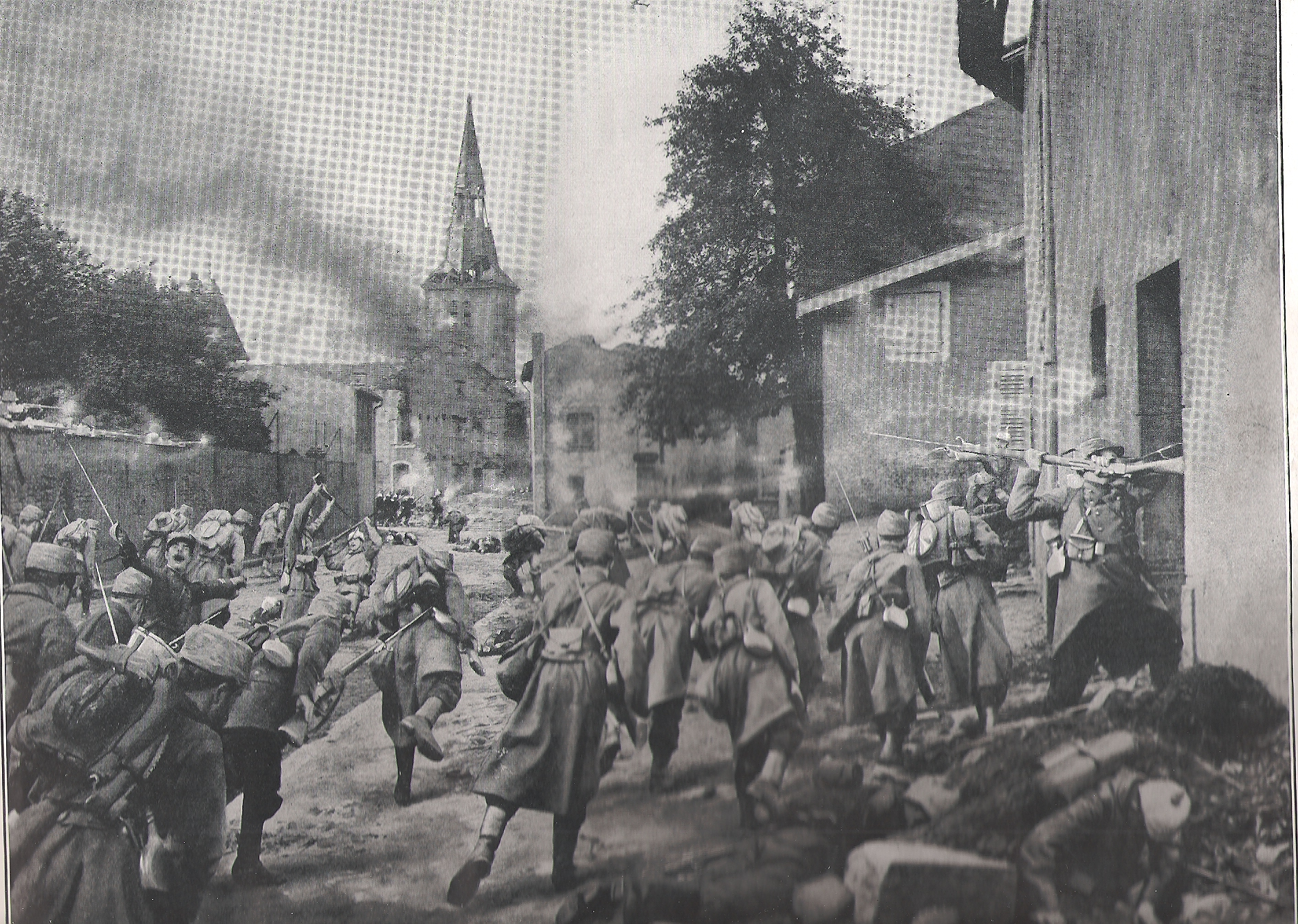
Angriff des Regiments im Jahre 1914

1915
- ab 9. Januar 1915: Angriffskämpfe in den Argonnen und der Champagne, Einnahme des Wäldchens von Beauséjour.

1916
- 1916: Kämpfe in der Schlacht um Verdun (Louvemont-Côte-du-Poivre), Fort Douaumont und Fort Vaux.
- 24. August 1916: Schlacht an der Somme mit der Einnahme von Maurepas und Ende September von Combles.

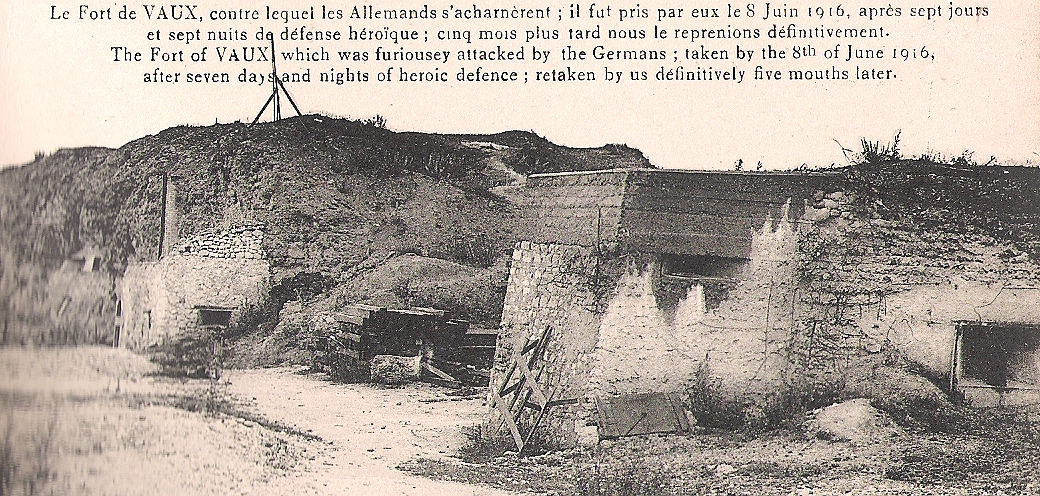
Fort de Vaux
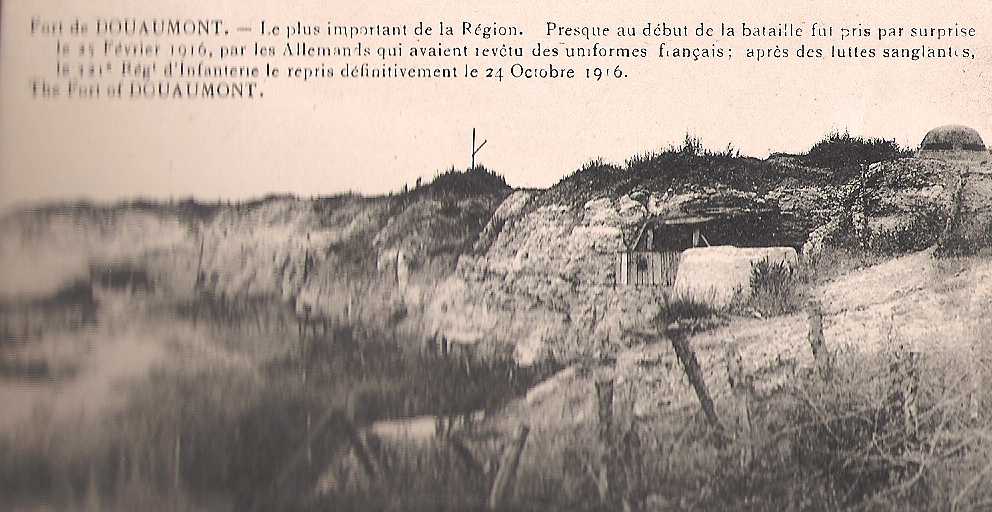
Fort de Douaumont

1917
Ab dem 16. April Schlacht an der Aisne dann in Flandern, von Juli bis Oktober an der Yser.
- Mit dem Befehl Nr. 46 des „Général commandant en chef“ (Oberkommandierenden) vom 13. August 1917, wurde dem Regiment das Recht zum Tragen der Fourragère in den Farben des Croix de guerre zugebilligt.
- Ehrenvolle Erwähnung im Armeebefehl für das 2. Bataillon mit dem Ordre général Nr. 62 vom 18. November 1917.
- Ehrenvolle Erwähnung im Divisionsbefehl: fünf Kompanien mit dem Ordre général Nr. 91 der 1. Infanteriedivision vom 28. Juli 1917
- Ehrenvolle Erwähnung im Armeebefehl für den 2. Zug der 3. Kompanie mit dem «Ordre général N° 237» der 5. Armee vom 1. Juni 1917

1918
Kämpfe im Département Oise und in der Schlacht bei Noyon (22.–29. März), dann im Wald von Riez, (Deutsche Frühjahrsoffensive 1918) Kämpfe in der Champagne an der Ourcq. Nach dem Waffenstillstand Einmarsch in das Elsass

### Zweiter Weltkrieg

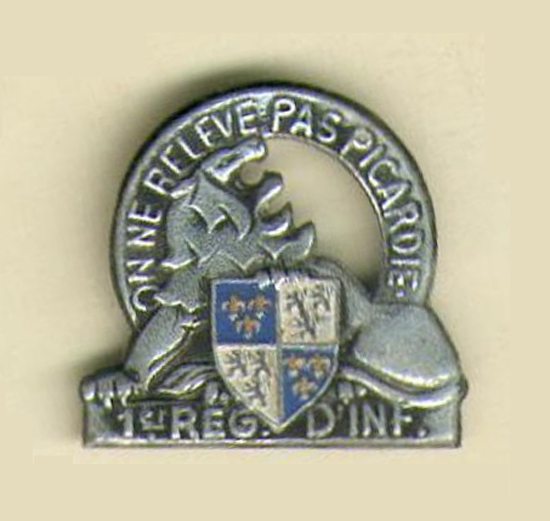
Insigne des 1^{er} régiment d’infanterie (1939)

- 1939: Das „1er régiment d’infanterie motorisée“ unter dem Kommando von Lieutenant-colonel Curnier, wurde durch das „Centre mobilisateur d’infanterie 13“ (CMI 13) in Cambrai auf den Mobilisierungsstand gebracht. Es wurde der „1er division d’infanterie motorisée“ zugewiesen.
- 1940: Abwehrkämpfe in Belgien: Das Regiment leistete erfolgreich Widerstand bei Court-Saint-Étienne, wurde dann aber im Wald von Raismes aufgerieben. Als Teil der Vichy Armee wurde es dann im Département Cher neu aufgestellt und in Saint-Amand-Montrond und Issoudun stationiert. Mit dem Einmarsch der deutschen Truppen in die unbesetzte Zone Frankreichs wurde es 1942 aufgelöst.
- Widerstand und Befreiung: Die Tradition des Regiments wurde vom Maquis in der Provinz Berry fortgeführt, der unter dem Colonel Bertrand operierte und es nach der Befreiung wieder aufstellte. Es kam zur Bekämpfung der aus Aquitanien zurückgehenden deutschen Truppen unter dem Generalmajor Botho Henning Elster, wodurch diese gezwungen wurden des Nachts zu marschieren, was letztlich zur Kapitulation dieses Truppenkörpers führte.

### Nachkriegszeit
- von 1945 bis 1955 als Besatzungstruppe in Deutschland (Forces françaises en Allemagne).
- Einsatz im Algerienkrieg von 1955 bis 1962.
- Stationiert von 1962 bis 1968 in Bitche.
- Garnison in Sarrebourg. Von 1968 bis 1985 als Régiment d’infanterie motorisé (Motorisiertes Infanterieregiment) im „1er corps d’armée“ (1. Armeekorps).
- 1985: Nur noch Berufssoldaten und Umgliederung in ein Régiment de combat aéromobile (Luftbewegliches Kampfregiment) mit Zuweisung zur «4e brigade aéromobile» (4. Luftbewegliche Brigade) in der Force d’action rapide (Schnelle Eingreiftruppe).
- 1998: Ausrüstung mit Radpanzern VAB und Unterstellung unter die „1er brigade mécanisée“ (1. Mechanisierte Brigade)
- 2014: Seit dem 1. Juli untersteht das Regiment der Deutsch-Französischen Brigade

## Auszeichnungen
- Die Fourragère in den Farben der Médaille militaire anlässlich der vierten Erwähnung im Armeebefehl wurde dem Regiment am 10. September 1918 zuerkannt, die Fahne wurde durch den Général Castelneau am 19. Oktober 1918 dementsprechend dekoriert. Weiterhin führt die Fourragère eine Olive für das Croix de guerre 1914–1918 und eine Olive für das Croix de Guerre 1939–1945, letzteres für zwei ehrenvolle Erwähnungen während des Sitzkriegs (Drôle de guerre) und im Widerstand.
- Auszeichnung mit dem Croix de la Valeur militaire mit einem Palmenzweig für eine ehrenvolle Erwähnung im Armeebericht anlässlich des Einsatzes in Afghanistan zwischen 2009 und 2012. Die entsprechende Fourragère wurde dem Regiment am 22. November 2013 verliehen.

Vereinfacht dargestellte Regimentsfahne mit den aufgeführten Schlachten, an denen das Regiment seit der Revolution ehrenvoll teilgenommen hat. Auf der Rückseite der Regimentsfahne sind (seit Napoleonischer Zeit) in goldenen Lettern die Feldzüge und Schlachten aufgeführt, an denen das Regiment ruhmvoll teilgenommen hat.[5][6][7]
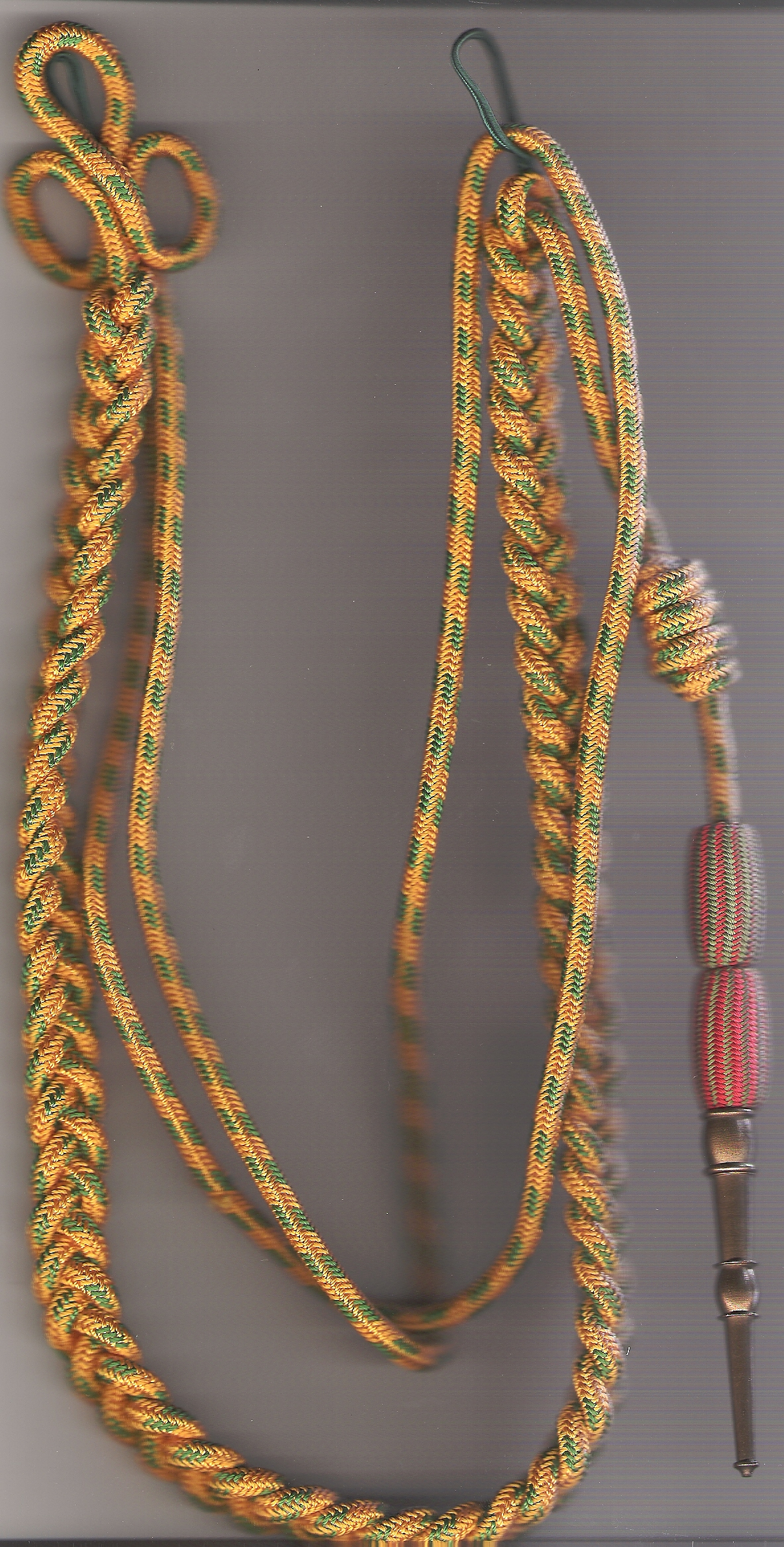
Fourragère
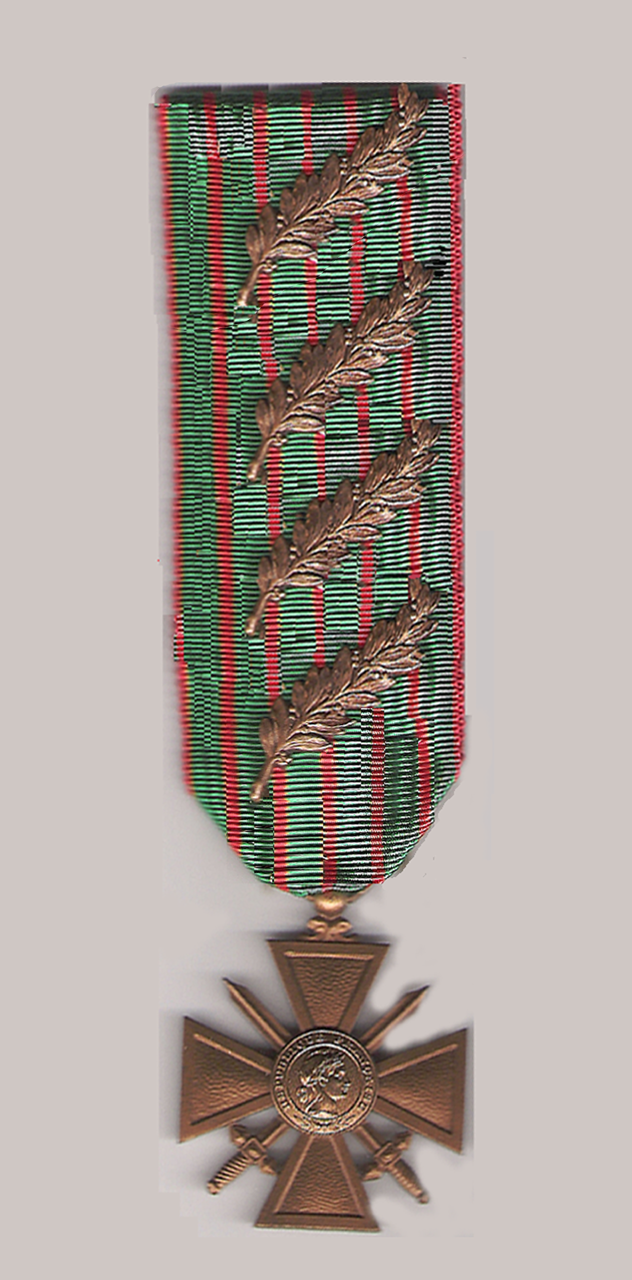
Croix de guerre 1914–1918 mit vier Palmenzweigen
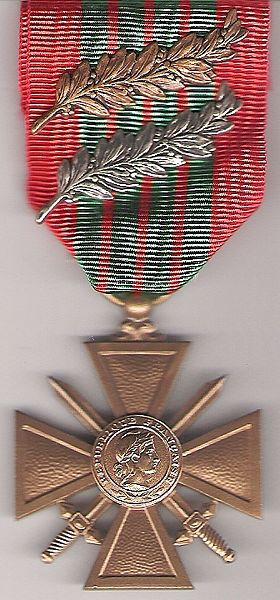
Croix de guerre 1939–1945 mit zwei Palmenzweigen
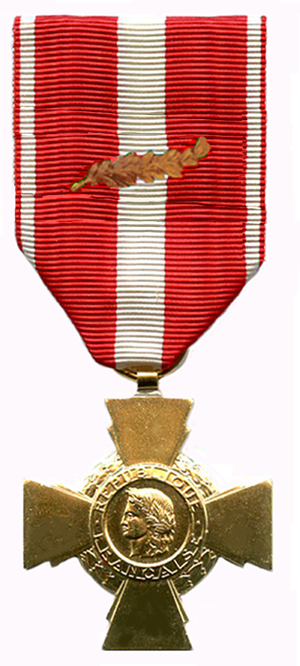
Croix de la Valeur Militaire mit einem Palmenzweig

## Tradition
Der Schlachtruf des Regiments lautet: Picardie!.

### Devise
Am 29. Juni 1734, während der Schlacht bei Parma sandte der Kommandeur, Charles de Rohan-Rochefort, Herzog von Montbazon, Prince de Montauban (* 1693; † 1768), eine Botschaft an einen Offizier des Régiment de Provence, welcher angefragt hatte, wann sein Regiment das Picardie-Regiment in der Front ablösen solle. « Monsieur, vous saurez qu’on ne relève pas Picardie » (deutsch: „Mein Herr, Sie wissen, dass niemand in der Lage ist, Picardie nachzufolgen“). Der zweite Teil dieses Ausspruchs wurde zur Devise der Einheit.

## Verbandsabzeichen
Das gegenwärtige Verbandsabzeichen geht auf das ehemalige Régiment de Picardie zurück. Es besteht aus einem Wappenschild aus einem roten Feld, auf das ein silbernes Kreuz aufgelegt ist. Der senkrechte Balken trägt oben die Inschrift «1479» und unten die Inschrift «1er RI». Ein goldenes Herzschild ist mit einem schwarzen Doppeladler geschmückt. Auf dem oberen Rand des Wappenschildes findet sich in einem weißen Querbalken in schwarzen Lettern die Devise «On ne relève pas Picardie»

## Verschiedenes
Allezeit war in der französischen Armee Weiß die Farbe des Befehlshabers. Die Kompanien führten eine rote Fahne mit einem weißen Kreuz, die Kompanie des Colonels (Leibkompanie) jedoch eine weiße Fahne mit einem (abgestickten) weißen Kreuz. Diese wurde «l’enseigne colonelle – Leibfahne» genannt. Das ist bis heute der Grund, warum der Kommandeur ein weißes Abzeichen führt.
Seit 2006 führte das „1er régiment d’infanterie“ ein eigenes, abgeändertes Infanterie-Barettabzeichen. Die Granate wurde durch einen traditionellen Uniformkopf der französischen Landstreitkräfte ersetzt. Die Devise des Regiments wurde auf dem unteren Teil des Abzeichenrings eingeprägt.

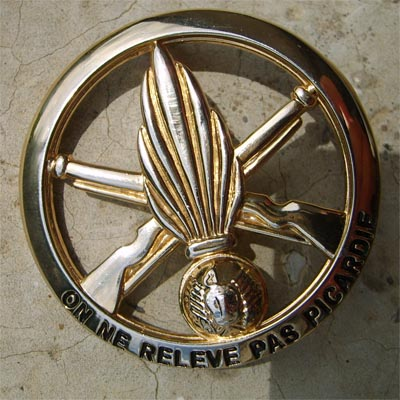
Spezielles Barettabzeichen des 1^{er} RI (Seit der Abstellung des Regiments zur D/F Brigade wird es nicht mehr getragen)

## Heute
Seit 1968 ist das Regiment in den Kasernen „Rabier“, „Tourret“ und „Dessirier“ in Sarrebourg untergebracht.

### Unterstellung
Das Regiment ersetzt das aufgelöste 110e RI in der Deutsch-Französischen Brigade.

### Zusammensetzung
Seit 1984 besteht das Personal nur noch aus längerdienenden und Berufssoldaten.
- 1 Stabs- und Versorgungskompanie.
- 4 Kampfkompanien mit VAB
- 1 schneller Eingreifzug (SAED)
- 1 Regiments-Aufklärungsszug (SRR)
- 1 Erkundungs und Unterstützungskompanie.
- 1 Reservistenkompanie (gekadert).

Personalbestand 1000 Soldaten.

### Ausstattung
- 82 Véhicule de l’avant blindé (VAB)
- 25 Véhicule Blindé Léger (VBL)
- 27 Geräte ERYX (Leichte Panzerabwehr-Lenkwaffe)
- 16 Geräte MILAN (Panzerabwehr-Lenkwaffe)
- FAMAS
- 8 Mörser 81 mm

## Bekannte Angehörige des Regiments
- 1657: Vauban Capitaine am 23. Oktober 1663
- Charles François de Cisternay du Fay (* 1698; † 1736), späterer Intendant der königlichen Gärten, Capitaine 1723
- Jacques Pierre Louis Puthod, Capitaine (später Revolutionsgeneral, Baron des Empire und Vicomte der Restauration).

## Patenschaft
Seit dem 12. April 2003 pflegt das Regiment eine Patenschaft mit Saint-Amand-Montrond (Département Cher).